# نافسيلين
نافسيللين Nafcillin ، وتركيبه الكيمائي هو إيثوكسي نافثاميدو بنسلين الصوديوم (صوديوم نافسيللين). الزمرة الدوائية عبارة عن مضاد حيوي من البيتا لاكتام  زمرة البنسلينات.

## الاستعمال الطبي
علاج ذات العظم والنقي وتجرثم الدم والتهاب الشغاف وإنتانات الجملة العصبية المركزية الناجمة عن المكورات العنقودية المنتجة للبنسليناز.

## آليه العمل
يتدخل في عملية تركيب الجدار الخلوي الجرثومي خلال مرحلة التكاثر الفعال، الأمر الذي يؤدي لتخرب هذا الجدار وبالتالي موت الجرثوم.

## الحرائك الدوائية
- الامتصاص: إن امتصاصه سيء وعشوائي يلي تناوله عبر الفم.
- التوزع: يعبر المشيمة.
- الارتباط البروتيني:90%.
- العمر النصفي:

1. <3أسابيع: 2.2-5.5 ساعة.
2. 4-9 أسابيع: 1.2-2.3 ساعة.
3. الأطفال حتى 14سنة: 0.75-1.9ساعة.
4. البالغين الأصحاء: 0.5-1.5ساعة.
5. البالغ المصاب بداء كلوي بمراحله الأخيرة: 1.2ساعة.

- يصل تركيزه المصلي لذروته خلال ساعتين من تناوله فموياً وخلال 0.5-1 ساعة من حقنه عضلياً.
- الإطراح: يخضع لعود الدوران المعوي الكبدي، يطرح بشكل رئيسي مع الصفراء، ويطرح 10-30% منه مع البول غير متبدل.
- الحمل: ينتمي لأدوية المجموعة B

## مضادات الاستطباب
- فرط الحساسية له أو لأحد مكوناته أو لأحد الصادات التي تنتمي لزمرة البنسلينات.

## الآثار الجانبية
قد تحدث كما هو الحال مع جميع البنسلينات، خطيرة مهددة للحياة أمراض الحساسية .
وتشمل أخف الآثار الجانبية:
- نقص بوتاسيوم الدم[6]

- تحدث بنسبة تقل عن 1%:
- عصبية مركزية: حمى، ألم.
- جلدية: طفح.
- هضمية: غثيان، إسهال.
- دموية: قلة عدلات.
- موضعية: التهاب الوريد الخثري:
- كلوية: التهاب كلية خلالي حاد.
- متنوعة: ارتكاسات فرط الحساسية.[7]

## الجرعة
- الأطفال (حقن عضلي أو وريدي):

1. الالتهابات الخفيفة إلى المتوسطة الشدة: 50-100 ملغ/كغ/يوم تقسم على 4دفعات.
2. الالتهابات الشديدة: 100-200 ملغ/كغ/يوم تقسم على 4-6دفعات.
3. الجرعة القصوى: 12غ/يوم.

- البالغين:

1. حقن عضلي: 500ملغ كل 4-6 ساعات.
2. حقن وريدي: 500-2000 ملغ كل 4-6ساعات.

- لا حاجة لتعديل جرعته عند المريض المصاب باضطراب الوظيفة الكلوية وهو لا يطرح بالديلزة الدموية أو البريتوانية ولذلك لا حاجة لإعطاء جرعة داعمة منه بعدها.

### زيادة الجرعة
- فرط الحساسية العصبية العضلية (هياج، إهلاس، لا تناسق الحركات، اعتلال دماغي، تخليط واختلاجات) واضطراب التوازن الشاردي (الصوديوم والبوتاسيوم) ولا سيما عند المريض المصاب باضطراب الوظيفة الكلوية.
- يمكن للديلزة الدموية أن تساعد في إزالة هذا الدواء من الدم، أما باقي خطة المعالجة فهي داعمة وأعراضية.

### تحذيرات
1. يجب تجنب تسريبه خارج السرير الوعائي لأنه مخرش نسيجي شديد.
2. يجب تعديل جرعته عند المريض المصاب باضطرابات شديدة كلوية أو كبدية.
3. يستخدم بحذر عند المريض الذي لديه سوابق فرط حساسية للسيفالوسبورينات.

## التداخلات الدوائية
1. قد تنقص شدة تأثيره عند إشراكه مع مستحضر كلورامفينيكول أو مع مانعات الحمل الفموية.
2. قد يرتفع تركيزه المصلي عند إشراكه مع بروبنسيد.
3. تزداد شدة تأير الهيبارين والمميعات الفموية عند إشراك أحدهما معه.[8]

## التداخلات المخبرية
يسبب استخدامه إيجابية اختبار كومبس المباشر.

## المستحضرات الصيدلانية
- كبسول: 250ملغ.
- بودرة معدة للحقن: 500ملغ، 1غ، 2غ، 4غ، 10غ.
- محلول معد للحقن: 250ملغ/5مل (100مل).
- أقراص: 500ملغ.

## الثبات
1. يحفظ محلوله الفموي في لبراد بعد تحضيره، ويجب التخلص منه بعد مرور 7أيام على حله وتحضيره.
2. يبقى محلوله المحضر للحن الخلالي ثابت لمدة 3أيام بدرجة حرارة الغرفة ولمدة 7أيام عند حفظه في البراد ولمدة 12أسبوع عند حفظه في المجمد.
3. يبقى محلوله المعد للإعطاء الوريدي الممدد بديكستروز5% أو سالين الفيزيولوجي ثابت لمدة 24ساعة بدرجة حرارة الغرفة ولمدة 96ساعات عند حفظه في المبرد.